# Cascata da Cabreia
A Cascata da Cabreia é uma queda de água (cascata) de origem fluvial que se localiza na freguesia de Silva Escura, concelho de Sever do Vouga e distrito de Aveiro, em Portugal.
Esta cascata apresenta-se como uma queda de água de razoável altura com origem nas águas do rio Mau que desce de uma serena bacia fluvial, envolta numa densa vegetação, onde o tom verde se estende até se perder de vista. Assim a Cascata da Cabreia, localizada no Parque da Cabreia, tem 25 metros de altura. Encontra-se envolta numa atmosfera romântica onde o silêncio impera. Nas imediações desta cascata existe um parque de merendas com as respectivas estruturas de apoio.

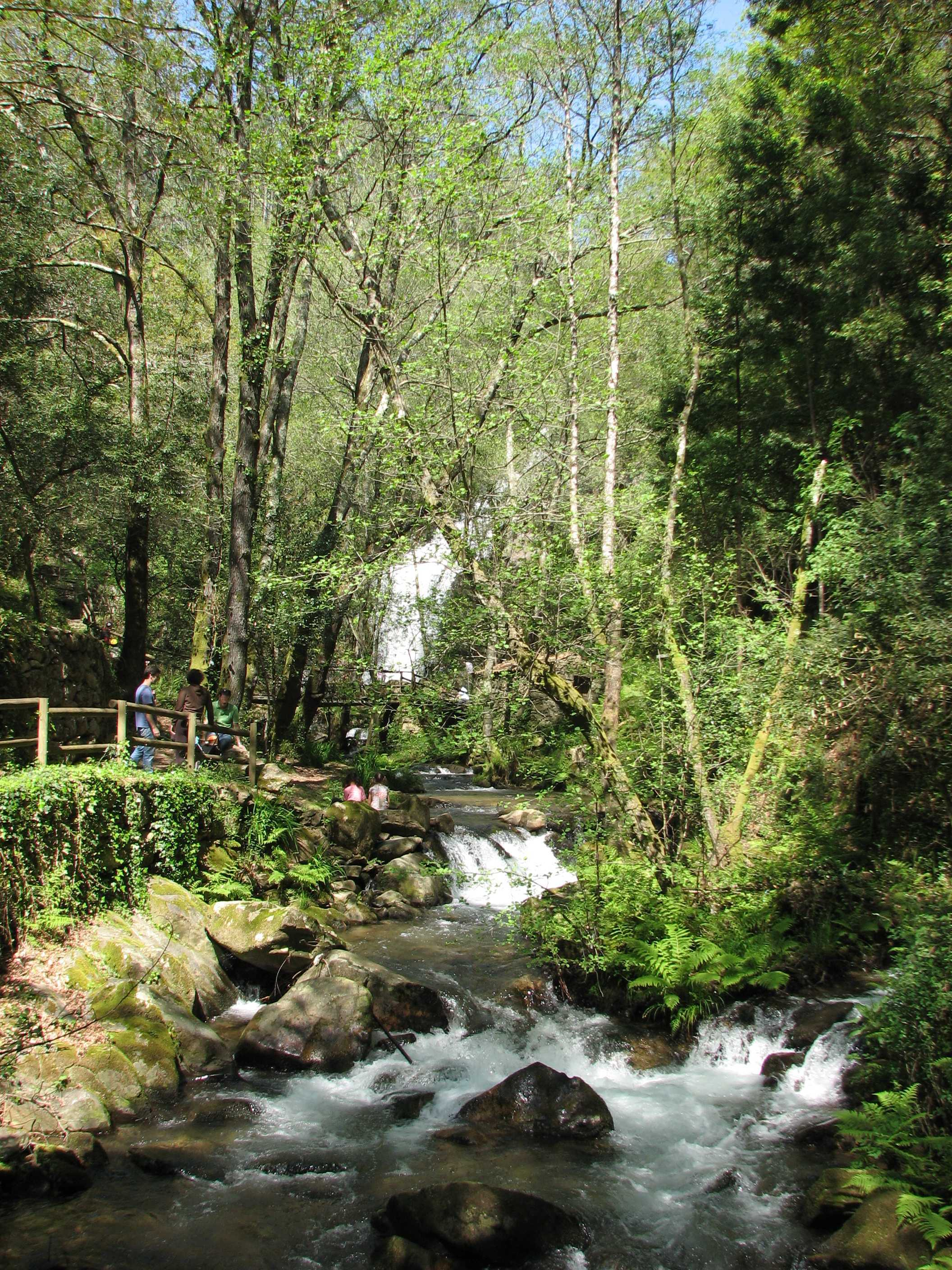
Vista do parque da Cabreia. Ao fundo vê-se a cascata da Cabreia.